# Famille von Lüttwitz
La famille von Lüttwitz est le nom d'une ancienne famille noble silésienne. Les seigneurs de Lüttwitz sont originaires de l'ancienne noblesse de Haute-Lusace. Des branches de la famille existent encore aujourd'hui.

## Histoire

### Origine
La famille, avec son ancêtre Lutholdus de Luptycz (Luptitz), apparaît pour la première fois dans des documents en 1321 et en 1338 dans l'entourage du duc Henri Ier de Silésie. Luthold, qui appartient à l'origine à la noblesse de Haute-Lusace, arrive à Herwigsdorf dans le duché de Glogau, créé en 1251 lors du partage du duché de Silésie. Le 16 février 1396, la famille apparaît avec Heinrich Loptitz, substitut des vicaires de Glogau, et avec Hans Luptitz dans un document du duc Conrad II d'Oels en Silésie. Vers 1400, la famille se divise en trois branches, dont la branche d'Alt-Raudten et la branche de Reuthau existent encore aujourd'hui.
Le nom évolue au fil des siècles, passant de Luptitz à Löptitz, Lypticz, Luptwitz, Lüptwitz et Lüttwitz ; la dernière forme se fixe au cours du XVIIe siècle.

### Expansion et personnalités
Au fil du temps, de nombreux membres de la famille accèdent à des postes influents au sein de l'État, de la cour et de l'armée, mais aussi à de hautes dignités ecclésiastiques.
- Hans von Lüttwitz à Lentschen près de Sagan est maréchal du duc Jean en 1498.
- Nicol Lüttwitz zu Bischwitz est mort en 1539 en tant qu'abbé de l'abbaye Notre-Dame de Breslau
- Barbara von Lüttwitz décède en 1546 en tant qu'abbesse de l'abbaye de Trebnitz.
- En 1558, Christoph von Lüttwitz est le collecteur général des impôts des princes et domaines de Silésie
- Melchior von Lüttwitz auf Laeswitz, Littwitz et Mitteldammer est ancien de l'État de Wohlau (de) et juge de la cour royale en 1684[3]
- Georg Wilhelm von Lüttwitz (de), major général de l'électorat de Brandebourg, devient capitaine d'office de Preußisch Holland en 1696.

Dans la première moitié du XVIIIe siècle, il y a :
- Valentin Leonard von Lüttwitz de la branche de Reuthau et Heinersdorf, ancien de l'état d'arrondissement de Sprottau ,
- Balthasar Friedrich von Lüttwitz ancien de l'arrondissement de Freystadt (de) et
- Balthasar Siegmund von Lüttwitz auf Mitteldammer de la branche de Milititz devint député d'État de la principauté de Wohlau (de).
- Hans Ernst baron von Lüttwitz (mort en 1837) est président du district de Reichenbach en Silésie, seigneur de Gorkau et de Naselwitz.
- Ferdinand Sigismund baron von Lüttwitz (mort en 1821) devient Rittmeister prussien.
- Son descendant Rudolph baron von Lüttwitz (né en 1793) est membre de l'Académie nationale de Paris.
- Son frère cadet Theodor baron von Lüttwitz (né en 1798), seigneur de Mittelsteine dans le comté de Glatz, épouse Isabelle comtesse de Lynar en 1826. Ils laissent trois filles et trois fils, dont deux deviennent officiers dans l'armée prussienne[3].

### Possessions
La famille possède, entre autres, les domaines
- à Reuthau (arrondissement de Sprottau)[4], à Heinersdorf et Colschwitz près de Glogau
- à Miltzsch près de Wohlau.

Au milieu du XIXe siècle encore, les membres de la famille en Silésie ont des domaines :
- à Dockern (arrondissement de Trebnitz), Lossen et Krumpach [5] près de Trebnitz,
- à Bartsch près de Steinau,
- au château de Gorkau (de) près de Zobten et
- à Hartlieb près de Breslau,

- Simmenau près de Constadt et

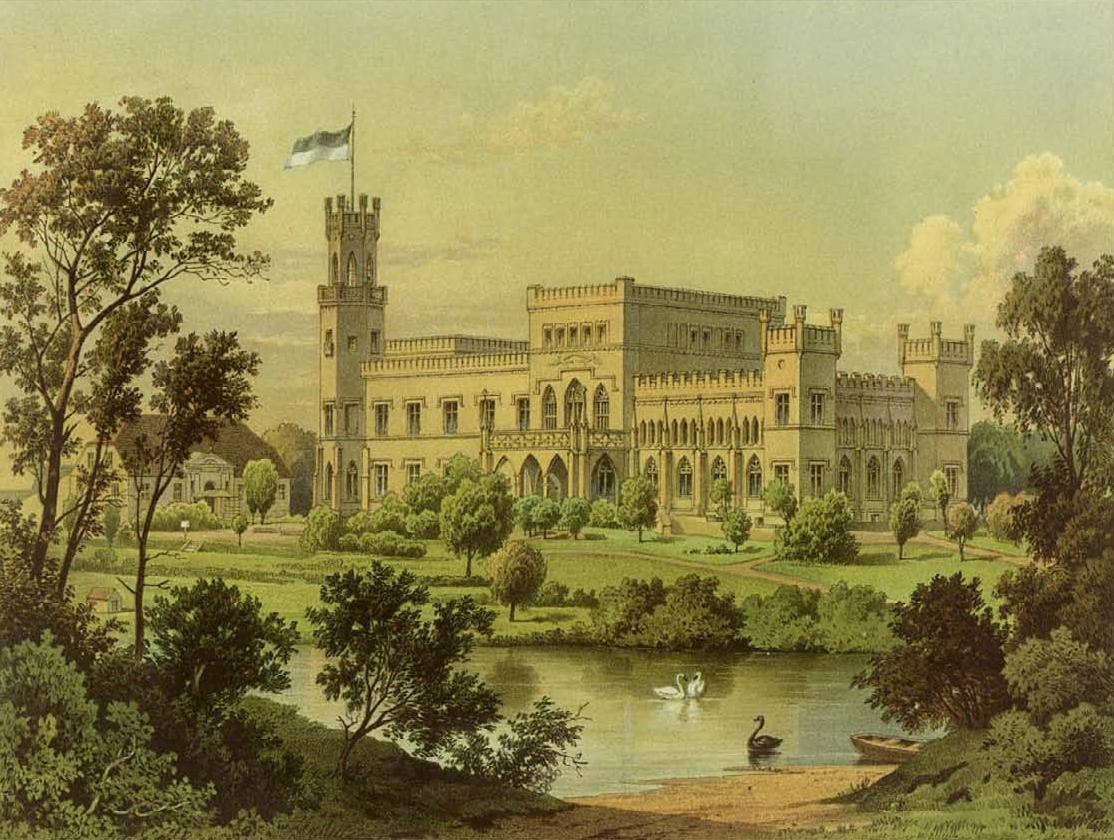
Château de Simmenau (vers 1860)

- Mittelsteine dans le comté de Glatz[6].

La famille possédait ou possédait partiellement
- en Galicie, les seigneuries de Lodygowitz et Wilkowitz près de Bila
- en Prusse-Occidentale, les seigneuries d'Hohenhausen et la ferme noble ovine de Gniasdowo dans l'ancien arrondissement de Thorn (de)[7]
- Warow dans l'ancien arrondissement de Colmar-en-Posnanie (de)

## Branches et élévations

### Branche d'Alt-Raudten
Cette branche apparaît dans un document dès 1409 sur Alt Raudten. Heinrich Sigmund von Lüttwitz (1696–1746), sur Kriechen, major général impérial, utilise le titre de baron à partir de 1730 environ. Ses petits-fils, les frères Rudolf baron von Lüttwitz, à Simmenau, et Theodor baron von Lüttwitz, à Mittelsteine en Silésie, reçoivent le 14 décembre 1845 à Charlottenbourg une reconnaissance écrite de la qualité de baron héréditaire prussien de la part du roi de Prusse.

### Branche de Reuthau
Balthasar Friedrich von Lüttwitz, sur Schönborn, etc., reçoit le 6 novembre 1741 à Breslau le titre héréditaire de baron prussien. Ses neveux Hans Wolff von Lüttwitz, auf Wallwitz etc., député des États de Basse-Silésie à Breslau, et Hartlieb von Lüttwitz, conseiller privé royal prussien et conseiller du gouvernement, reçoivent le 20 février 1788 à Berlin l'autorisation royale de porter le titre héréditaire de baron prussien .

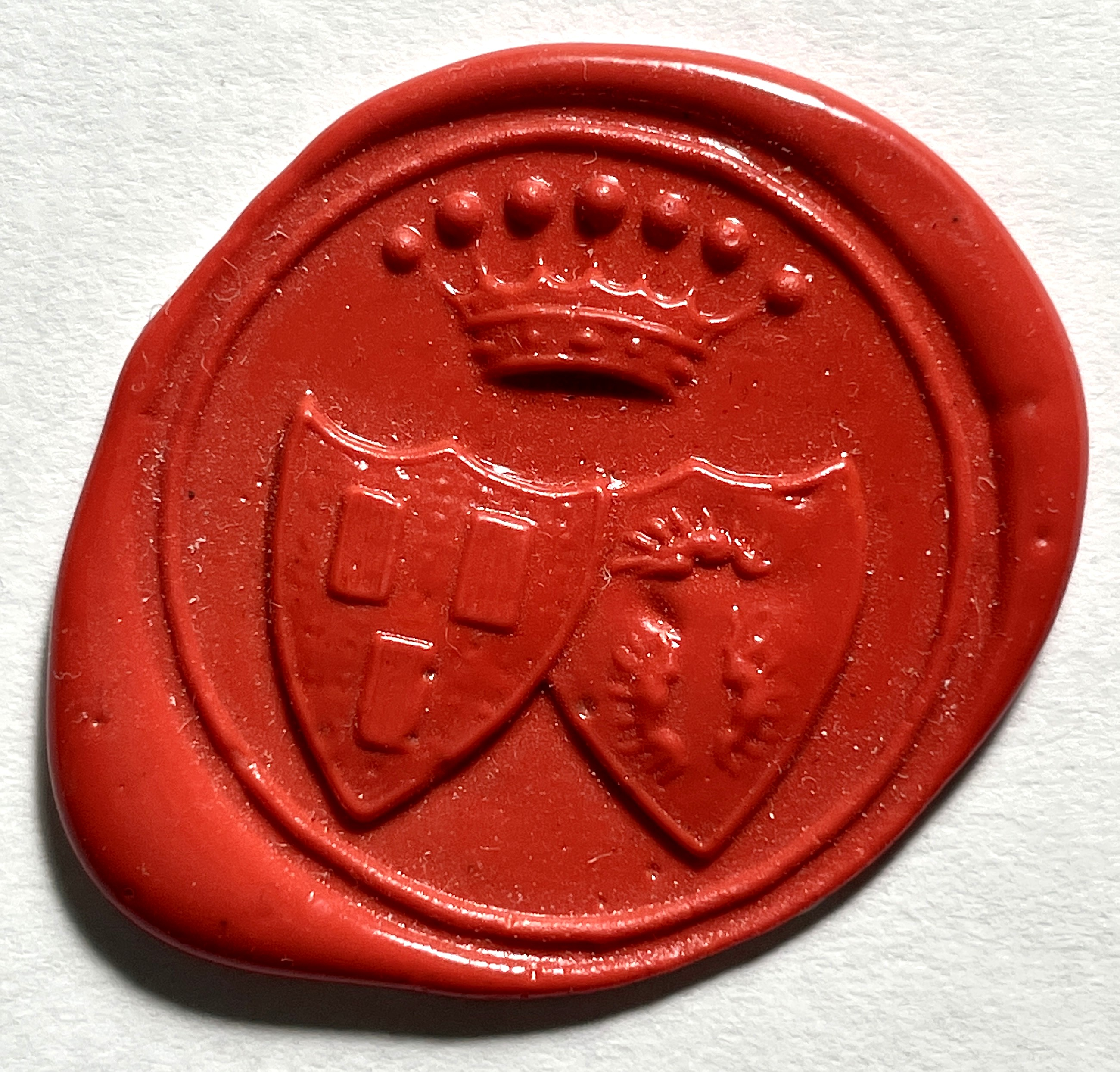
Sceau héraldique d'alliance von Frankenberg-von Lüttwitz

### Frankenberg-Lüttwitz
Par confirmation royale prussienne du 29 septembre 1816, Heinrich Ernst Boguslaw von Lüttwitz, major prussien des Gardes du Corps, en tant que seigneur héréditaire et majorat de Bielwiese près de Steinau, reçoit l'autorisation d'adopter le nom de Frankenberg-Lüttwitz en fusionnant les armoiries von Frankenberg (de) avec les siennes.

### Lüttwitz-Kerstan
L'ancêtre de cette branche, issue d'une fille de Lüttwitz, est Eduard Kerstan, sur Ober-, Mittel- et Nieder-Töschwitz près d'Alt-Raudten en Silésie. Avant 1827, il se marie avec Auguste von Lüttwitz (1790-1855), de la branche de Schönau près de Glogau. Leur fils Arthur Kerstan, à Krischütz dans l'arrondissement de Wohlau (de), capitaine prussien, est depuis le 1er avril 1868 le fils adoptif d'Auguste von Johnston, née von Lüttwitz (1794–1875), à Talbendorf. Il reçoit du roi la noblesse prussienne héréditaire en tant que von Lüttwitz-Kerstan le 26 janvier 1870 à Berlin

## Armes

### Armoiries familiales
Le blason principal montre en argent trois ailes d'aigle noires tournées vers l'intérieur avec les Saxons, celle du haut placée en croix, les deux autres tournées droites l'une vers l'autre. Sur le casque aux lambrequins noir-argent, deux roues peignes argent placées côte à côte devant trois plumes d'autruche (noir-argent-noir).

### Armoiries baronniales
Les armoiries baronniales selon les diplômes de 1741 et 1788 montrent le bouclier des armoiries de la famille, au-dessus de celui-ci deux casques, tous deux avec la même décoration de crête que le casque des armoiries de la famille; Les porte-boucliers sont deux aigles noirs royalement couronnés et blindés d'or.

### Armoiries Lüttwitz-Kerstan
Les armoiries Lüttwitz-Kerstan de 1870 sont les mêmes que les armoiries de la famille Lüttwitz, seules les roues de crête de la crête sont dorées.

## Personnalités
- Heinrich Sigismund von Lüttwitz (1696-1746), sergent impérial
- Henriette von Schuckmann (de) (1769–1799), née baronne von Lüttwitz, reçoit une demande en mariage de Goethe à l'âge de 21 ans
- Otto von Frankenberg-Lüttwitz (de) (1829-1905), général de cavalerie prussien
- Arthur von Lüttwitz (1865-1928), lieutenant général prussien pendant la Première Guerre mondiale
- Friedrich Wilhelm von Lüttwitz (1861-1946), général de division allemand
- Georg von Lüttwitz (1851-1922), lieutenant général allemand
- Hinko von Lüttwitz (1855-1928), général d'infanterie prussien
- Walther von Lüttwitz (1859-1942), général d'infanterie allemand, chef du putsch de Kapp
- Smilo von Lüttwitz (1895-1975), général allemand de la Panzertruppe et lieutenant général de la Bundeswehr
- Heinrich von Lüttwitz (1896-1969), général allemand de Panzertruppe
- Kaspar Sigismund von Lüttwitz (de) (1732–1796), général de division prussien